# Southgate River
Der Southgate River ist ein 70 km langer Zufluss des Bute Inlet in den südlichen Coast Mountains in British Columbia.

## Flusslauf
Der Southgate River wird vom Southgate-Gletscher an der Westflanke des Mount Durham auf einer Höhe von etwa 2200 m gespeist. Er fließt anfangs 3 km in Richtung Westnordwest. Anschließend wendet sich der Southgate River in Richtung Südsüdwest. Er behält die Fließrichtung auf den folgenden 40 km bei. Westlich des Flusstals erhebt sich das vergletscherte Bergmassiv Homathko Icefield, das zu einem geringen Teil zum Southgate River hin entwässert wird. Nach 25 km mündet der Bishop River von links in den Fluss. 25 km oberhalb der Mündung wendet sich der Southgate River in Richtung Westnordwest und mündet schließlich in das östliche Kopfende des Bute Inlet. Knapp 7 km nordwestlich mündet der Homathko River in die Bucht.
Das etwa 1900 km² große Einzugsgebiet des Southgate River befindet sich im Nordosten des Strathcona Regional District.
Benannt wurde der Fluss 1862 von Captain Richards von der Royal Navy nach James Johnson Southgate, einem aus England stammenden Geschäftsmann in British Columbia.